# Seraing
Seraing o Seraing-sur-Meuse (in vallone Serè) è un comune del Belgio facente parte della Comunità francofona del Belgio, situato nella Regione Vallonia nella provincia di Liegi,
A Seraing era ubicata l'antica residenza estiva dei Principi-vescovi di Liegi, prima di diventare una città industriale nel XIX secolo.
Al 1º gennaio 2007 la città contava 61 237 abitanti, dei quali 32 214 donne e 29 023 uomini.
Con la scoperta dei giacimenti di carbone verso la fine del XVIII secolo la cittadina passò da un'economia rurale ad una di tipo industriale, con la costruzione di acciaierie e soprattutto di cristallerie, per le quali Seraing è famosa.
La città è dotata di molti stabilimenti secondari: l'Athénée Royal Lucie Dejardin, l'Athénée Royal Air Pur, le collège Saint Martin, l'IPES de Seraing.

## Amministrazione

### Gemellaggi
- Rimini